# Heimplatz (Zürich)
Der Heimplatz (inoffiziell auch Pfauen genannt) liegt am Rande der Altstadt von Zürich. Der «Platz der Künste und Kultur» wird vom Pfauenkomplex, dem Gebäude mit dem Schauspielhaus Zürich im Erdgeschoss an der Rämistrasse 32–36, und von Bauten des Kunsthauses Zürich gesäumt.

## Lage
Der Heimplatz liegt im Hochschulquartier des Stadtkreises 1. Die Gebäude an seiner Ostseite gehören zum Quartier Hottingen. An diesem Verkehrsknotenpunkt treffen die Heimstrasse als Fortsetzung des Hirschengrabens, die Kantonsschulstrasse, die Rämistrasse, die Hottingerstrasse und der Zeltweg aufeinander. Der Platz ist über die Tramlinien 3, 5 und 9 sowie die Bus-Linie 31 an den öffentlichen Verkehr angeschlossen, die Haltestelle heisst Kunsthaus. Das nächste Parkhaus Hohe Promenade liegt an der Rämistrasse. Der Hirschengraben liegt südlich, der Lydia-Welti-Escher-Hof südwestlich des Heimplatzes.

## Name

Luftaufnahme mit Gebäudekomplex des Kunsthauses Zürich (oben), dem Pfauenkomplex (Vordergrund), den Turnhallen (rechts),
Foto: Werner Friedli, 1964

Seinen heutigen Namen erhielt der Platz 1892; Namensgeber ist der Komponist und Förderer des Volksgesangs Ignaz Heim. Dieser wirkte ab 1853 als Dirigent des bekannten Sängervereins Harmonie Zürich, dessen Ehrenmitglied ab 1858 auch der Schriftsteller Gottfried Keller war. Heute durch verschiedene moderne Raumdekorationen in den Hintergrund gerückt, steht sein Denkmal seit 1883 in der Mitte des Platzes. Der ursprüngliche Name Kantonsschulplatz hatte sich auf die ab 1842 oberhalb des Platzes gelegene (alte) Kantonsschule (Zürcher Gymnasium für Knaben) bezogen.
Der im Volksmund übliche Name Pfauen geht auf ein früheres Restaurant zurück. Bis in die 1930er Jahre findet er sich auch in Dokumenten des Bundes bei Konzessionen für Strassenbahnlinien verwendet.
In den frühen 1990er Jahren schlug der damalige Stadtpräsident Josef Estermann eine Umbenennung des Platzes in Max Frisch-Platz vor, die aber von der Strassenbenennungskommission abgelehnt wurde, weil bereits der bestehende Name Heimplatz von vielen Zürchern nicht verwendet wird, auch nicht von den Verkehrsbetrieben Zürich, deren Haltestelle Kunsthaus heisst.

## Bauten
Baulich wird der Heimplatz durch den Pfauenkomplex mit dem Schauspielhaus im Südosten, das Kunsthaus im Südwesten und den das Gelände bergseits dominierenden, 2021 eröffneten Erweiterungsbau des Kunsthauses im Nordosten bestimmt. An der Ecke Kantonsschulstrasse/Heimstrasse steht das Haus Turnegg.
Das denkmalgeschützte Kioskhäuschen auf der dreieckigen Insel in der Platzmitte wurde 1911 von Friedrich Fissler als Tramwartehalle gebaut und 1956/1966 zum Kiosk umgebaut.
Bis zum Jahr 2015 standen am Heimplatz gegenüber dem Kunsthaus zwei denkmalgeschützte Turnhallen, die zur Alten Kantonsschule an der Rämistrasse 59 gehörten. Der Denkmalschutz wurde von der Stadt Zürich trotz Widerständen aufgehoben, womit die Turnhallen zugunsten des Erweiterungsbaus von David Chipperfield abgerissen werden konnten.

## Geschichte
Wo der heutige Heimplatz liegt, befand sich einst die Hottinger-Pforte der barocken dritten Stadtbefestigung. Nach der ab 1833 erfolgten Einebnung der Schanzen entstand am Fuss der 1842 neu erbauten Kantonsschule eine Anlage mit Turnplatz und dem Wolfbach-Bassin in seiner Mitte. Später wurden in der Anlage die Turnhallen erstellt.
Mit dem Bau der nachmaligen Heimstrasse (zunächst noch Schulstrasse genannt), die den Hirschengraben mit der ebenfalls neuerbauten Hottingerstrasse sowie dem seit Alters bestehenden Zeltweg verband, entstand in den 1870er-Jahren der zunächst noch Kantonsschulplatz genannte Heimplatz. Dessen Funktion und Gestaltung war anfänglich allerdings noch offen: So wurde 1890 in Erwägung gezogen, das neue Theater auf dem Gelände des Platzes zu erbauen.

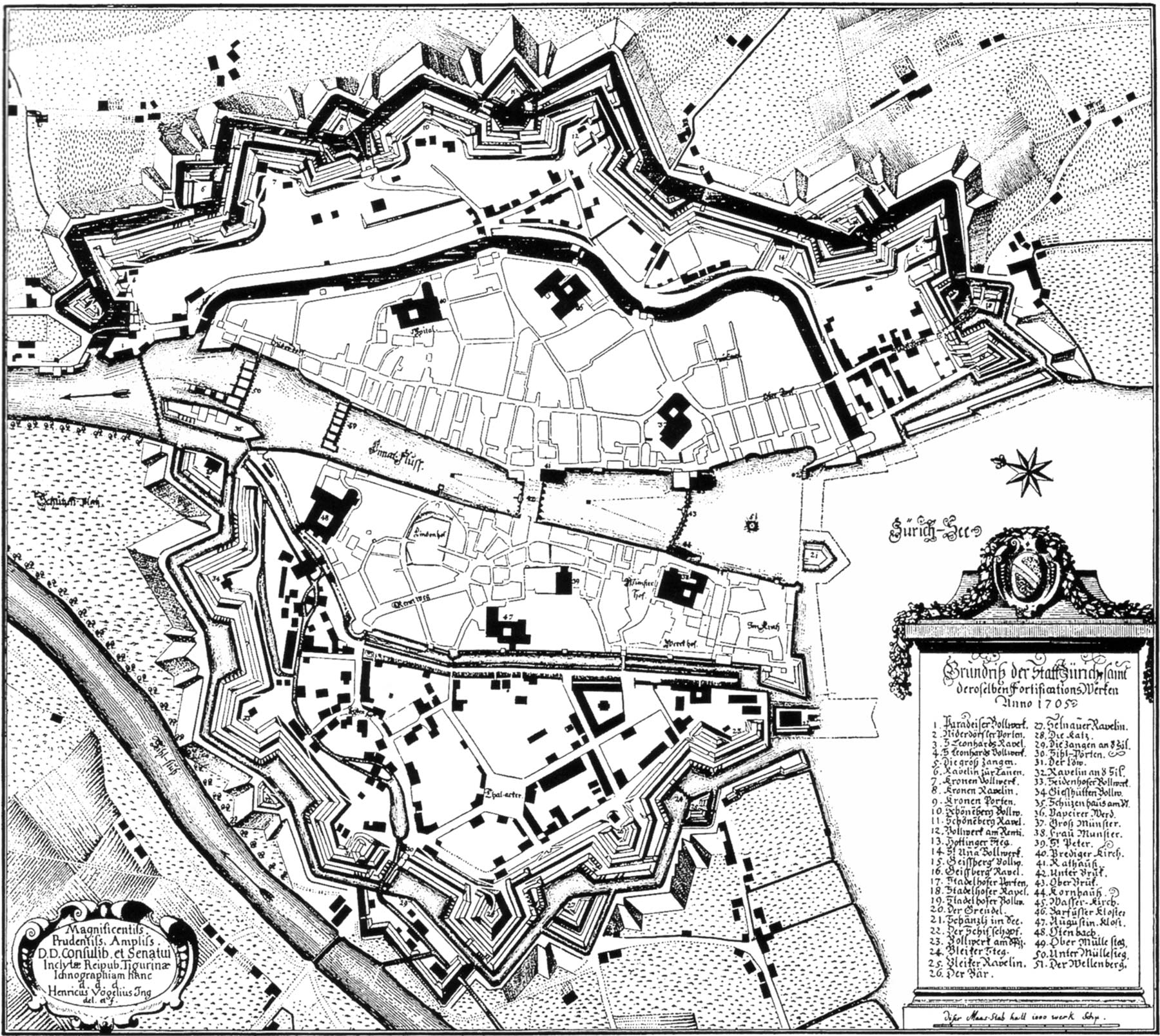
Grundriss der Stadt Zürich 1705, mit der zackenförmigen Stadtumwallung
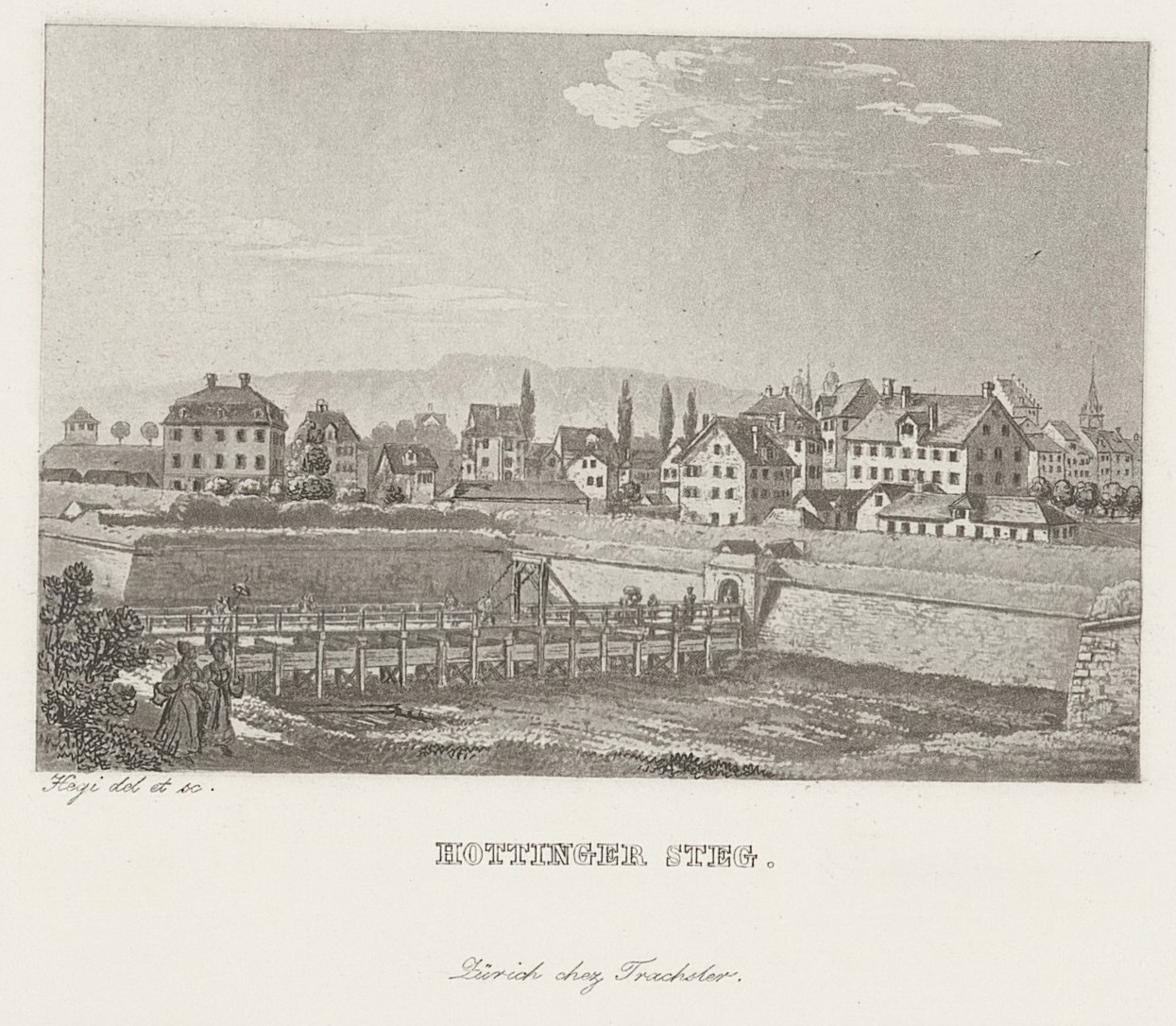
Hottingersteg mit Hottingerpforte als Zugang durch die Umwallung in die Stadt, Kupferstich von Franz Hegi
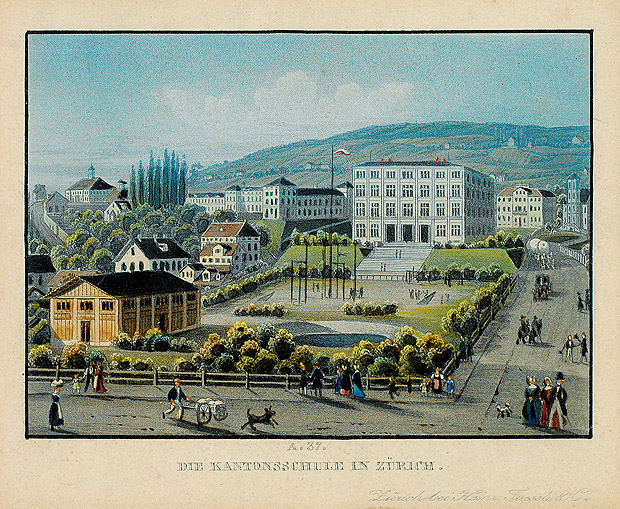
Erste Kantonsschule (Knaben-Gymnasium) an der Rämistrasse mit Turnplatz und Turnhalle vom Heimplatz aus gesehen

## Umbau ab 2027
Die Stadt Zürich plant ab dem Jahr 2027 einen Umbau des Heimplatzes mit einer Verlegung der Haltestellen an die Rämistrasse für die Tramlinien 5 und 9. Insgesamt wird damit die Sicherheit für alle Verkehrsteilnehmer erhöht. Zusätzliche Bäume, Bänke und ein Trinkbrunnen sollen den Platz attraktiver machen.

## Liste der Gebäude
| Bild                                                               | Adresse, Hausnummer                                     | Bezeichnung                | Beschreibung                                                                         | Denkmalschutz                            |
| ------------------------------------------------------------------ | ------------------------------------------------------- | -------------------------- | ------------------------------------------------------------------------------------ | ---------------------------------------- |
| Pfauenkomplex/Schauspielhaus mit Haltestelle Kunsthaus (2013)      | Rämistrasse 32–36 / Hottingerstrasse 2 / Zeltweg 1      | Pfauenkomplex              | im Erdgeschoss: Schauspielhaus Zürich                                                | kommunal                                 |
| BW                                                                 | Rämistrasse 28–30 / Zeltweg 2                           |                            | Baujahr 1837                                                                         | kommunal                                 |
| Kunsthaus Moserbau mit Ausstellungsflügel (2011)                   | Heimplatz 1 / Rämistrasse 45 / Hirschengraben 2         | Kunsthaus Moser-Bau        | erbaut 1907–1910                                                                     | kantonal, Kulturgut nationaler Bedeutung |
| Kunsthaus Bührlesaal und Kunsthausrestaurant im Erdgeschoss (2014) | bei Heimplatz 1 / Lydia-Welti-Escher-Hof                | Kunsthaus Pfister-Bau      | erbaut 1958–1958                                                                     | kantonal, Kulturgut nationaler Bedeutung |
| Haus Turnegg (2014)                                                | Kantonssschulstrasse 1 / Heimstrasse                    | Turnegg                    | erbaut 1836, heute Religionswissenschaftliches Seminar der Universität Zürich        | kommunal                                 |
| Kunsthaus Erweiterungsbau (2019)                                   | Heimplatz 5 / Kantonsschulstrasse 2 / Rämistrasse 49    | Kunsthaus, Erweiterungsbau |                                                                                      | –                                        |
| Turnhalle 1 (2008)                                                 | Kantonsschulstrasse 4                                   | Turnhalle                  | erbaut 1880 nach Plänen von Otto Weber, abgebrochen 2015                             | (aufgehoben)                             |
| Turnhalle 2 (2014)                                                 | Kantonsschulstrasse 8                                   | Turnhalle                  | erbaut 1902 nach Plänen von Kehrer und Knoll, abgebrochen 2015                       | (aufgehoben)                             |
| BW                                                                 | Rämistrasse 38 / Hottingerstrasse 5 / Wolfbachstrasse 1 |                            | Wohn- und Geschäftshaus, Baujahr 1935, von Heinrich Müller und Johann Alfred Freytag | kommunal                                 |
| Tramwartehalle (1911)                                              | Heimplatz 6 (Platzmitte)                                | Tramwartehalle/Kiosk       | Baujahr 1911                                                                         | kantonal                                 |

## Kunst im öffentlichen Raum
| Foto                                                                                |                 | Objekt                                                         |  | Typ                          |  |         | Teil von | Standort                                        | Künstler         | Datierung | Beschreibung |
| ----------------------------------------------------------------------------------- | --------------- | -------------------------------------------------------------- |  | ---------------------------- |  | ------- | -------- | ----------------------------------------------- | ---------------- | --------- | --- |
| Ignaz-Heim-Denkmal                                                                  | Datei hochladen | Ignaz-Heim-Denkmal                                             |  | Büste, Denkmal               |  | Denkmal |          | Platzmitte ·                                    | Baptist Hörbst   | 1883      | Ein Denkmal zu Ehren des Namensgebers Ignaz Heim mit der Büste von Baptist Hörbst. Die Inschrifttafel stammt von Werner Götschi. Eine ursprüngliche Einfriedung wurde entfernt.                                                                    |
| Höllentor                                                                           | Datei hochladen | Höllentor • La Porte de l'enfer                                |  | Skulptur Bronze              |  |         |          | Rechts neben dem Haupteingang des Kunsthauses · | Auguste Rodin    | 1880      | Errichtet 1947, Geschenk von Emil Bührle an das Kunsthaus |
| Videoinstallation Tastende Lichter von Pipilotti Rist, dahinter der Erweiterungsbau | Datei hochladen | Tastende Lichter                                               |  | Licht- und Videoinstallation |  |         |          | Platzmitte ·                                    | Pipilotti Rist   | 2020      | In Rosa und Gelb. Die Fassaden des Chipperfield-Erweiterungsbaus, des Bührlesaals, des Moserbaus sowie des Schauspielhauses Zürich werden in der Nacht durch Leuchten der Videoinstallation mit sich bewegenden, farbigen Lichtpunkten abgetastet. |
| Januskopf                                                                           | Datei hochladen | Januskopf                                                      |  | Skulptur Aluminium           |  |         |          | beim Kunsthaus ·                                | Kader Attia      |           | Errichtet 2020, Geschenk des Mäzens Christen Sveaas. Sie wurde in der Kunstgiesserei St. Gallen produziert. |
| Le chant des voyelles                                                               | Datei hochladen | Le chant des voyelles                                          |  | Skulptur                     |  |         |          | beim Kunsthaus ·                                | Jacques Lipchitz | 1931/1932 | Errichtet 1948, Geschenk von Hélène de Mandrot |
| Reclining Figure                                                                    | Datei hochladen | Reclining Figure • Liegende Figur, Werkmodell der UNESCO-Figur |  | Skulptur Bronze              |  |         |          | beim Kunsthaus ·                                | Henry Moore      | 1957      | Geschenk von Walter und Werner Bär 1959, fünf weitere Exemplare wurden gegossen. Nicht mehr ausgestellt (2024) |
| Fanfare                                                                             | Datei hochladen | Fanfare                                                        |  | Plastik Beton                |  |         |          | beim Kunsthaus ·                                | Robert Müller    | vor 1977  | 1977 als Geschenk der Walter-Bechtler-Stiftung auf dem Platz errichtet und 2010 abgebaut. Die 30 Tonnen Plastik wurde in den Hof des Gymnasiums in Langenthal gebracht, für das sie ursprünglich bestimmt war                                      |